# Xã Sac, Quận Dade, Missouri
Xã Sac (tiếng Anh: Sac Township) là một xã thuộc quận Dade, tiểu bang Missouri, Hoa Kỳ. Năm 2010, dân số của xã này là 485 người.